# Sorita de Llitera
Sorita de Llitera és un despoblat situat a 700 msnm al nord del terme municipal de Baells, al vessant de la serra de Sant Quilis, a la comarca de la Llitera, actualment dins de la província d'Osca.
Aquesta població apareix esmentada en un document de 1356, pel qual s'explica que el rei Pere el Cerimoniós va vendre a Blas Fernández de Heredia «l'imperi i tota la jurisdicció sobre el castell de Sorita i parròquies». Actualment és un lloc despoblat al qual s'accedeix per una pista que neix a Baells. El castell està emplaçat sobre el cingle que domina la població. S'aprecien a simple vista les restes del recinte emmurallat consistents en un cub circular, construït amb carreus, encara que és necessari un estudi arqueològic per conèixer en profunditat aquest enclavament.

## Patrimoni
- Castell de Sorita
- Església parroquial de Sant Pere, segles xvii i XVIII.
- Ermita de Sant Urbà, de paredat, segle xviii.
- Monestir de Jesús de l'Hort de Getsemaní, també anomenat Convent o Quinta de Getsemaní (en ruïnes).
- Molt a prop d'aquesta localitat hi ha un poblat de l'edat de bronze inicial.[3]